# Franz Wolny (Fußballspieler, 1940)
Franz Wolny (* 12. April 1940 in Wien; † 14. März 2018) war ein österreichischer Fußballnationalspieler.

## Karriere
Der spätere Nationalteam-Stürmer Franz Wolny wurde beim FS Elektra Wien und beim Floridsdorfer AC groß. 1960 wechselte er in die Nationalliga zum SK Rapid Wien, wo er bereits in der Saison 1962/63 mit zehn Toren in 16 Spielen zu überzeugen wusste, sodass er am 11. November 1962 sein Debüt in der Nationalmannschaft unter Karl Decker gegen Italien gab. 1963/64 wurde er mit Rapid erstmals österreichischer Meister.
Ein Jahr später holte ihn Leopold Šťastný zum FC Wacker Innsbruck. Die ersten beiden Tore für Wacker schoss er bereits beim Debüt am Innsbrucker Tivoli 1965 gegen den ŠK Slovan Bratislava (2:1). 1966 und 1967 war er bester Torschütze der Tiroler und mauserte sich zum Publikumsliebling. In dieser Zeit zählte er zum Stamm der Nationalmannschaft unter Erwin Alge und machte weitere sieben Länderspiele.
Franz Wolny, dem man häufig vorwarf, das Leben etwas zu sehr zu genießen, fiel in seiner Torausbeute in den folgenden Jahren etwas ab, konnte sich in den titelreichen Jahren der Innsbrucker aber wieder beweisen. 1970 gelang der erste ÖFB-Cupsieg, wobei Franz Wolny aber beim 1:0 (durch ein Tor von Hans „Buffy“ Ettmayer) im Finale gegen den LASK vor 1800 Zusehern in der 60. Minute ausgeschlossen wurde. 1970/71 folgte schließlich die erste Meisterschaft, als SSW Innsbruck gelangen 1971/72 und 1972/73 noch zwei weitere Titel, wobei der Wiener Stürmer beim letzten Erfolg nur noch sporadisch zum Einsatz kam. So brachte er seine letzten beiden Jahre in der Liga beim FC Vorarlberg, wo er 1974 an der Seite des deutschen Altstars Rudi Brunnenmeier und Bruno Pezzey, der hier seine erste Saison als Profi absolvierte, aus der Nationalliga absteigen musste,  und SK Austria Klagenfurt zu, für den er auch die letzten drei seiner insgesamt 93 Erstligatore schoss.
Ab der Saison 1978/79 war Franz Wolny unter Lajos Baróti und Peter Velhorn Co-Trainer der Innsbrucker, im Februar 1980 trat er dann das Traineramt bei Wattens-Wacker an. 1981 gelang der Aufstieg in die 1. Division und 1982 und 1983 stand er mit der Spielgemeinschaft jeweils im Cupfinale, wo sich allerdings Austria und Rapid als eine Nummer zu groß erwiesen. Nach wenigen Runden in der folgenden Saison trat er zurück und betreute später noch einige unterklassige Mannschaften, darunter den SK Rum.

## Erfolge
- 4 × Österreichischer Meister: 1964, 1971, 1972, 1973
- 3 × Österreichischer Vizemeister: 1965, 1967, 1968
- 1 × Österreichischer Cupsieger: 1970
- 2 × Österreichischer Cupfinalist: 1982, 1983 (Trainer)
- 1 × Österreichischer Zweitligameister: 1981 (Trainer)
- 8 Länderspiele und 2 Tore für die österreichische Fußballnationalmannschaft von 1962 bis 1968